# Saša Dujin
Aleksandar Saša Dujin, srbski pianist, aranžer in skladatelj, * 27. julij 1959, Zrenjanin.
Osnovno in srednjo šolo je končal v Novem Sadu, klavir pa je študiral na dunajskem konservatoriju. Pogosto je nastopal s kantavtorjem Đorđejem Balaševićem. Je lastnik jazz kluba v središču Novega Sada, kjer redno nastopa.